# Zaborów (gmina)
Zaborów (od 1973 Leszno) – dawna gmina wiejska istniejąca w latach 1867–1954 w Warszawskiem. Siedzibą władz gminy był Zaborów.

## Historia
Gmina Zaborów powstała 13 stycznia 1867 roku w związku z reformą gminną w Królestwie Polskim. Należała do powiatu warszawskiego w guberni warszawskiej.
W okresie międzywojennym gmina Zaborów należała do powiatu warszawskiego w woj. warszawskim. Po wojnie gmina zachowała przynależność administracyjną.
1 lipca 1952  do gminy Zaborów przyłączono część obszaru gminy Ożarów (Borzęcin, Borzęcin Duży, Topolin, Wierzbin, Wojcieszyn i Zalesie), natomiast część obszaru gminy Zaborów włączono do nowo utworzonej gminy Izabelin (Hornówek, Izabelin B, Lipków, Sieraków i Truskaw). Tego samego dnia zniesiono powiat warszawski, a gminę Zaborów przyłączono do nowo utworzonego powiatu pruszkowskiego; składała się ona wówczas z 32 gromad. 
29 września 1954 gminę zniesiono wraz z reformą wprowadzającą gromady w miejsce gmin. Jednostki nie przywrócono 1 stycznia 1973 roku po reaktywowaniu gmin, utworzono natomiast jej (w przybliżeniu) terytorialny odpowiednik, gminę Leszno.